# Campo nell’Elba
Campo nell’Elba – miejscowość i gmina we Włoszech, w regionie Toskania, w prowincji Livorno.
Według danych na rok 2004 gminę zamieszkiwało 4158 osób, 75,6 os./km².